# Cavallerizza Bettoni
La Cavallerizza Alessandro Bettoni è fra le più antiche società sportive equestri italiane. Insignita dal Presidente della Repubblica della stella d'oro, ha contribuito alla formazione di numerose generazioni di cavalieri.

## Fondazione
L'istituzione di una scuola di equitazione nella Città di Brescia risale al secolo XVII ma, sembra, con carattere puramente privato.
Nel 1797 alcuni"nobili cittadini" si rivolgono ai deputati pubblici ed ottengono l'uso del locale in Fiera detto "Il ballo di corda" per istituirvi una scuola di Cavallerizza.
Caduto il dominio veneto, il "Governo provvisorio" del "Sovrano popolo bresciano" decreta la soppressione delle corporazioni religiose e l'incameramento dei loro beni, destinando questi ultimi a vantaggio dell'istruzione. Con decreto 3 novembre 1797, si ordina l'istituzione di una Scuola di Maneggio unita a quella Veterinaria e le si assegnano 7.000 lire venete per il mantenimento, aumentate successivamente di 3.000 lire venete annue, indicando e precisando poi le fonti dalle quali doveva essere tratta la rendita stessa (soppressione congregazioni).
II Consiglio Comunale con delibera 19 marzo 1806 confermava che i "redditi" continuassero ad essere erogati a favore della scuola. Nel 1812 viene nominata una commissione incaricata dell'amministrazione, riservandosi l'approvazione dei bilanci annuali.
Nel 1845 la scuola di maneggio viene trasferita nella ex chiesa di S. Antonio Abate, in via Cairoli, la cui navata, durante guerre e occupazioni militari fu destinata a deposito di fieno e legna. La Chiesa aveva infatti subito precedentemente più incendi, il primo nel Cinquecento e l'ultimo nel 1837, ed è per questo motivo che nel 1845, su disegno dell'architetto Luigi Donegani, viene deciso di trasformarla in Cavallerizza. Sempre nello stesso anno avvenne una permuta fra il Comune e l'Amministrazione Spedali Civili, fra i locali della scuola e S. Domenico. Al Comune passò la suddetta ex chiesa di S. Antonio, sede della scuola. Negli anni successivi vennero effettuate opere di rimaneggiamento che hanno messo in luce una originaria fattura tardo-gotica della Chiesa.

## Storia recente
Nella primavera del 1945, alla rinuncia comunale, un gruppo di appassionati rispose dando vita alla Società Cavallerizza.
Nell'aprile del '46, al presidente dell'Associazione, conte Alessandro Bettoni, il Comune di Brescia dava in dotazione la conduzione della scuola comunale di equitazione.
Nel '47 alla società si unisce un altro sodalizio ippico cittadino: la Società Bresciana dei percorsi a cavallo.
La Cavallerizza occupa i locali di via Cairoli sino al 1967, fino a quando le continue richieste dell'Ufficio di Igiene cittadino, che non gradiva la presenza dei cavalli nel centro della città, costringono la scuola a cercare una sede idonea. La soluzione viene individuata nella cascina Chiappa di Sant'Eufemia in dotazione al Comune per lascito, luogo nel quale la Cavallerizza si trova tuttora.
Negli ultimi anni la società ha dato vita a nuove iniziative, tra cui l'area protetta denominata Ponyland a favore di bambini e disabili.

## Premi
- Il 23 ottobre 2006 la Cavallerizza è stata insignita del Collare d'Oro, onorificenza speciale per Meriti Sportivi, alla presenza del Presidente del Consiglio Romano Prodi e di altre illustri personalità[3].